# Pseudocypraea alexhuberti
Pseudocypraea alexhuberti is een slakkensoort uit de familie van de Pediculariidae. De wetenschappelijke naam van de soort is voor het eerst geldig gepubliceerd in 2006 door Lorenz.